# تپه چغا طویله
تپه چغا طویله مربوط به هزاره سوم و دوم قم است و در شهرستان شوشتر، روستای بند مکینه واقع شده و این اثر در تاریخ ۲۲ آذر ۱۳۵۵ با شمارهٔ ثبت ۱۲۹۶ به‌عنوان یکی از آثار ملی ایران به ثبت رسیده است.